# 金美京 (1965年)
金美京（：／ Kim Mi-Gyeong，1965年7月5日—），是大韓民國政治人物，現任第21任首爾特別市恩平區區廳長。

## 經歷
2012年第18屆總統選舉中，擔任共同民主党總統候選人文在寅的首爾市民陣營常駐代表，2017年第19屆總統選舉中，擔任首爾市民陣營共同議長，在共同民主黨候選人文在寅陣營。其後任共同民主黨中央副發言人、政策委員會副委員長。2018年第7次全國和地方選舉中，作為共同民主黨候選人當選首爾恩平區區長。2022年4月22日，在第8次全國同步地方選舉中，作為民主黨議員被確認為恩平區區長的最終候選人，並成功連任。